# Süleyman Seba
Süleyman Seba (* 5. April 1926 in Hendek, Sakarya, Türkei; † 13. August 2014 in Istanbul) war ein türkischer Fußballspieler und -funktionär. Er war zwischen 1984 und 2000 Vereinspräsident von Beşiktaş Istanbul und zählt zu den wichtigsten Persönlichkeiten dieses Vereins und des türkischen Fußballs.

## Leben
Seba besuchte die Grundschule in seinem Geburtsort Hendek. Anschließend zog die Familie nach Istanbul. Seba besuchte dort das Kabataş-Jungengymnasium und spielte Fußball in der Schulmannschaft. Die Schule beendete er 1945. Danach schrieb er sich an der Mimar-Sinan-Universität für französische Philologie ein. 1950 gab er sein Studium zugunsten einer einmonatigen Amerika-Tour von Beşiktaş auf.

## Spielerkarriere

### Verein
Seba spielte ab 1943 als aktiver Fußballer für Beşiktaş und ab 1945 in der 1. Mannschaft. Er erzielte sein erstes Tor für Beşiktaş beim Eröffnungsspiel des İnönü-Stadions gegen AIK Solna am 27. November 1947. 1954 beendete Seba nach einem Meniskusriss seine Karriere als Fußballer und wurde 1957 Vereinsmitglied von Beşiktaş.

### Nationalmannschaft
Seba spielte 1952 ein Mal für die Türkische U-21-Nationalmannschaft.

## Funktionärskarriere
1984 übernahm er die Verantwortung für den Verein und leitete ihn bis 2000. Beşiktaş erreichte mit ihm als Präsidenten die größten Erfolge in der Vereinsgeschichte:
- 5-mal Türkischer Meister
- 4-mal Türkischer Pokalsieger
- 4-mal Türkischer Fußball-Supercup
- 2-mal Başbakanlık Kupası (Premierminister-Pokal)
- 6-mal TSYD Kupası (Pokal des Türkischen Sportjournalisten-Vereins)